# Montroy (Charente-Maritime)
Montroy település Franciaországban, Charente-Maritime megyében. Lakosainak száma 940 fő (2022. január 1.). Montroy Bourgneuf, Clavette, Périgny, Saint-Médard-d’Aunis, Saint-Rogatien és Sainte-Soulle községekkel határos.

## Népesség
A település népességének változása:
| Lakosok száma | 210  | 410  | 486  | 628  | 683  | 868  | 893  | 911  | 908  | 940  |
|               | 1968 | 1982 | 1990 | 2006 | 2013 | 2015 | 2017 | 2019 | 2020 | 2022 |